# Dansk Melodi Grand Prix 2001
Dansk Melodi Grand Prix 2001 var en dansk sangkonkurrence arrangeret af DR med det formål at finde en repræsentant til Eurovision Song Contest 2001, der skulle afholdes i København.
Mange byer havde forsøgt at få lov til at arrangere henholdsvis det internationale og det danske grandprix, hvor København altså fik det internationale. I den sidste ende blev arrangementet placeret i Messecenter Herning, og der blev lavet små film mellem sangene til at præsentere egnen og dens tilbud og muligheder. Kapelmester var Sascha Dupont.
Keld Heick var den gennemgående vært ved showet, men hver sang blev desuden præsenteret af en tidligere vinder. Efter at de ti sange var fremført, skulle der afholdes telefonafstemning, hvorefter der blev indsnævret til fem sange. Derefter blev sangene fremført endnu en gang med endnu en telefonafstemning. Kun resultatet af den sidste afstemning blev afsløret.
| Nr. | Sang                                     | Kunstner                       | Komponister                          | Point | Placering |
| 1   | "Drømmer om dig"                         | Parber Kerstein Band           | Jan Parber & Jes Kerstein            |       |           |
| 2   | "Mit hjerte det banker"                  | Anita Lerche & Simon Munk      | Simon Munk & Per Lange               |       |           |
| 3   | "Sha la li, sha la lej"                  | Katrine Daugaard               | Ivar Lind Greiner                    | 28    | 5         |
| 4   | "Tog jeg fejl"                           | Sanne Gottlieb                 | Lise Cabble & Mette Mathiesen        |       |           |
| 5   | "Et øje på dig"                          | Ole Kibsgaard & Sanne Graulund | Ole Kibsgaard & Sanne Graulund       |       |           |
| 6   | "Lidt efter lidt"                        | Johnny Hansen                  | Johnny Hansen & Nanna Kalinka Bjerke |       |           |
| 7   | "I Australien"                           | Basix                          | Niels Nørgaard & Morten Kjær         | 42    | 2         |
| 8   | "Hvis du tænker lidt på mig"             | Anne Murillo                   | Jan Lysdahl & Anne Murillo           | 38    | 3         |
| 9   | "Som om det var i går"                   | Helge Engelbrecht              | Helge Engelbrecht                    | 34    | 4         |
| 10  | "Der står et billede af dig på mit bord" | Rollo & King                   | Søren Poppe & Stefan Nielsen         | 58    | 1         |